# Cloudmaker

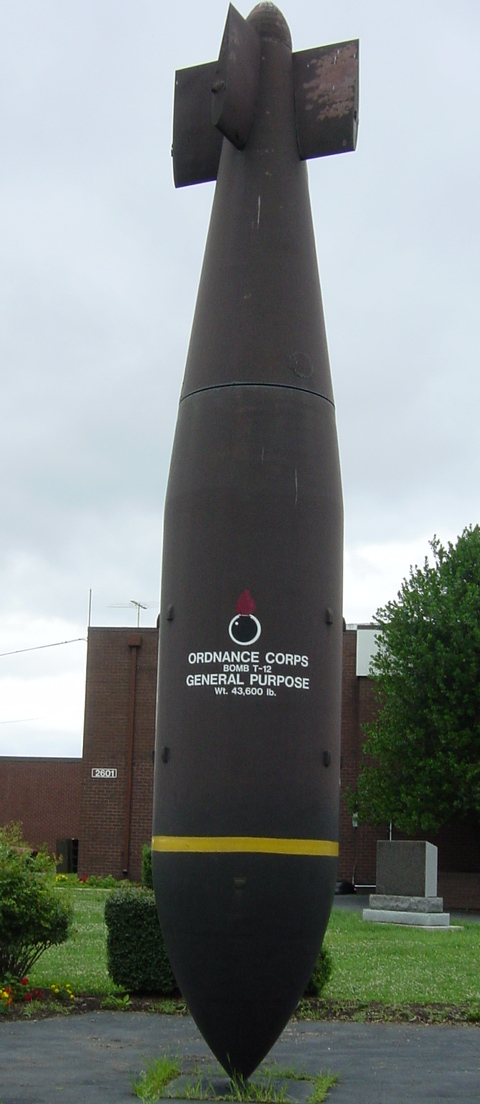
Eine T-12 „Cloudmaker“ im US Army Ordnance Museum in Aberdeen, Maryland

Die T-12 Cloudmaker war mit rund 20.000 kg (43.600 lb) die größte konventionelle Bombe der US Army Air Forces, die 1944 entwickelt wurde und praktisch ein Nachfolger der britischen Grand-Slam-Bombe ist.
Als Transportflugzeug stand ausschließlich der Bomber Convair B-36f „Peacemaker“ zur Verfügung, dessen Bombenschacht nach einem anpassenden Umbau zwei Cloudmaker-Bomben aufnehmen konnte.
Die Cloudmaker wurde so gebaut, dass sie nach dem Abwurf aus großer Höhe in den Boden eindringt und dann einen erdbebenartigen Effekt verursachen soll, der das Ziel zerstört. Ziele sollten vor allem Brücken und schwer befestigte Bunker sein, die konventionellen Spreng- oder panzerbrechenden Bomben gegenüber unempfindlich waren. Zu diesem Zweck war die Spitze besonders verstärkt, um sich beim Aufschlag nicht zu verformen.
Später wurden Konzepte für die T-16, eine Bombe von 22.680 kg (50.000 lb), entwickelt, die jedoch nie gebaut wurde. Es wurden lediglich Abwurftests von Gewichtsdummies mit der B-36 durchgeführt.

## Technische Daten
- Masse: 20.000 kg
- Länge: 5 m
- Größter Durchmesser: 1,37 m
- Zusammengeschweißt aus sechs Teilsegmenten